# Colubrina berteroana
Colubrina berteroana là một loài thực vật có hoa trong họ Táo. Loài này được Urb. mô tả khoa học đầu tiên năm 1908.